# Ordnance Survey Ireland
Der Ordnance Survey Ireland (OSI; irisch Suirbhéireacht Ordanáis Éireann) war verantwortlich für die nationale Landesvermessung der Republik Irland. Diese Aufgabe wurde bis zur Abspaltung des Irischen Freistaates 1922 vom britischen Ordnance Survey erfüllt, seither existierten OSI und OSNI (Ordnance Survey of Northern Ireland). Der Sitz der Behörde befand sich im Phoenix Park in Dublin.
2023 wurde Ordnance Survey aufgelöst und seine Funktionen auf eine neue Körperschaft namens Tailte Éireann übertragen, zu der auch die Property Registration Authority und das Valuation Office gehören.